# 斯姆特-霍利关税法案
斯姆特-霍利关税法案（英語：The Smoot-Hawley Tariff Act）是一項在美國實施保護主義貿易政策的法律，該法案由參議員里德·斯姆特和眾議員威尔斯·C·霍利發起，于1930年6月17日经赫伯特·胡佛总统签署成为法律，该法案将20000多种的进口商品的关税提升到历史最高水平。該法案規定的關稅是美國歷史上第二高，僅低於1828年的關稅。法案通过之后，许多国家对美国采取了报复性关税措施，導致大蕭條時期美國進出口減少67%。
經濟學家和經濟史學家一致認為，斯姆特-霍利關稅法案的通過是导致美欧之间贸易规模从1929年的历史高位急遽衰退到1932年历史低位的催化剂，也是大萧条的开始。

## 法案发起者

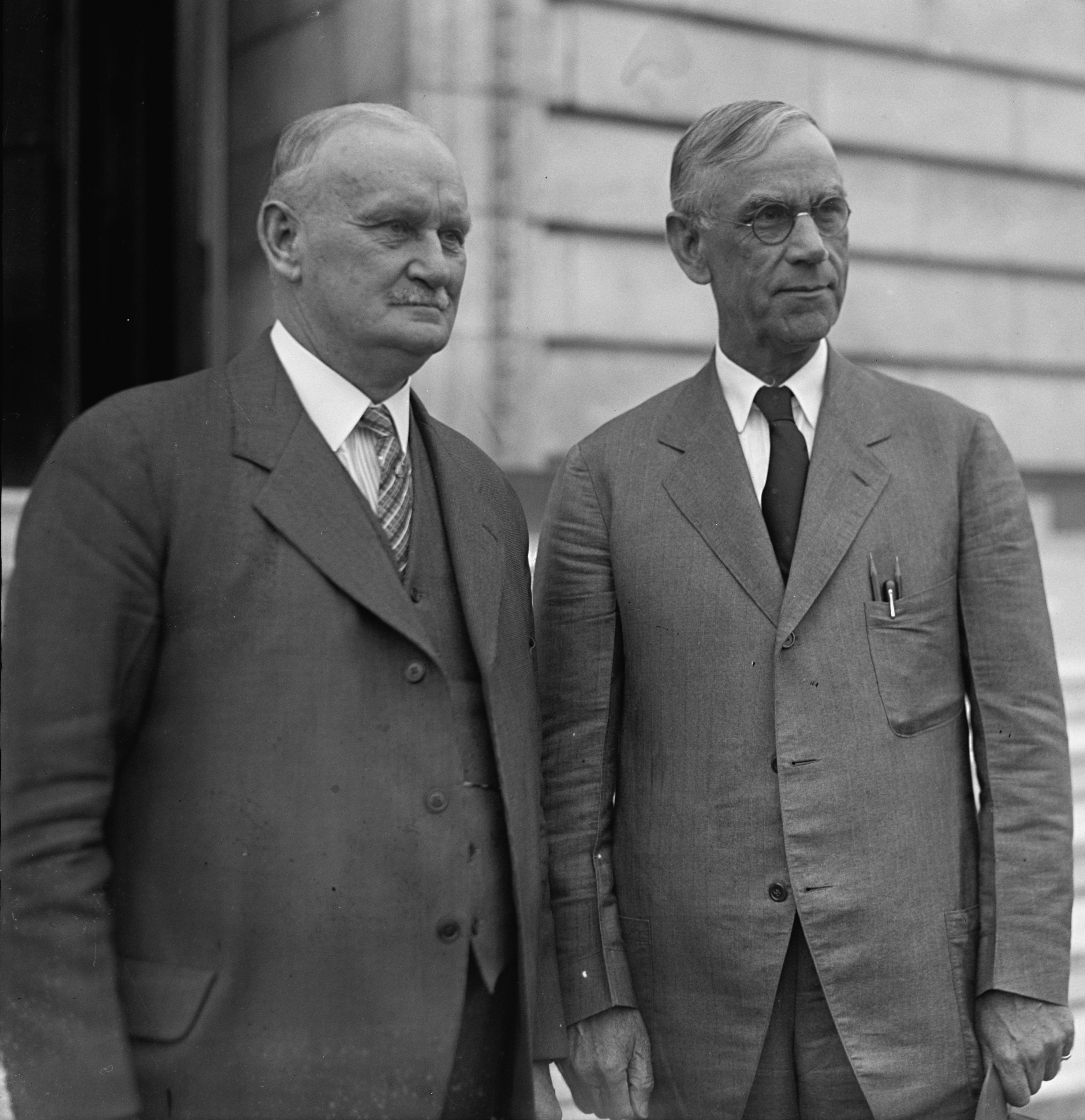
1929年4月，斯姆特-霍利关税法案通过前不久的威尔斯·C·霍利（左）和里德·斯姆特（右）。

该项法案由共和党来自犹他州的参议员里德·斯姆特和来自俄勒冈州的众议员威尔斯·C·霍利共同发起。在此之前，赫伯特·胡佛总统已经要求国会下调关税税率，但是国会却反其道而行提高了关税税率。尽管许多经济学家力劝胡佛总统否决该法案，但他仍然签署让其成为了法律，其中部分原因是1928年时胡佛竞选总统时做出他的众多竞选承诺之一包括提高农场品的进口关税以帮助受困农民。

## 缘起
许多人认为斯姆特-霍利法案是共和党致力于解决自1910-1920年代就一直困扰美国经济的生产能力过剩问题的一次尝试。而产能过剩又是由经济中的极高通量、连续性的大规模生产以及在农业上农业机械的广泛使用而带来的生产效率的显著提高导致的。虽然经评估得出的产能得到了极大的增长，但事实上的产量、收益和消费支出却没有相应的增长。1922年，来自犹他州的参议员里德·斯姆特主持了起草了共和党的佛德尼-马克昆柏关税法案，着眼于提高国内企业的市场份额。1927－1928年间处于衰退的劳动力市场又促使斯姆特提议再次提高关税。在他的回忆录中如此写道：“世界在一战中付出了生命和财产的惨重代价，但它至今仍无法回复商品购买力，以适应战后十几年间由于工业革命而导致的产能的急遽增长。”

## 反对者
在此期间，保罗·道格拉斯、欧文·费雪、法蘭克·葛拉漢、亨利·席格、法蘭克·陶西格、克莱尔·威尔科克斯、詹姆斯·TFG·伍德（James TFG Wood）與歐內斯特·帕特森（Ernest Patterson）组织了1028名美国经济学家联名签署了一份请愿书，请求胡佛总统否决该项法案。汽车业巨头亨利·福特在白宫花了一整个晚上力图说服胡佛否决该项法案，他称它为“一项愚蠢的经济政策”。而J.P.摩根的首席执行官托马斯·W·拉蒙特则形容当时他“就差跪下来乞求赫伯特·胡佛否决愚蠢的霍利-斯姆特关税法案了”。

## 报复行为
远早于1930年6月该项法案成为法律，报复行动就已经展开。它于1929年在众议院获得通过，贸易抵制活动随即爆发，各国政府纷纷提高了针对美国产品的税率，尽管这时还不知道美国参议院或各委员会是否会同意调高税率。当时美国政府总共收到了来自外国的34份正式抗议。
1930年，加拿大率先于16种产品上征收新关税，占美国输往加拿大商品总额的30%。之后加拿大开始寻求与英联邦的更加密切的经济联系。法国和英国亦表示抗议，并开始发展新的贸易渠道。德国则着力于建立自给自足的经济体系。美国的进口额从1929年的44亿美元骤降66%至1933年的15亿美元，而出口额则从54亿美元骤降61%至21亿美元，降幅均超过GDP同期50%的降幅。

## 对经济的影响
依据美国政府的统计数据，美国从欧洲进口的商品总额从1929年高位的13.34亿美元降至1932年的3.90亿美元，同时美国出口至欧洲的商品总额则从1929年的23.41亿美元降至1932年的7.84亿美元。总之，1929－1934年间，世界贸易规模萎缩了大约66%。
目前仍然没有关于该法案产生的影响的较为一致的看法。美国统计概要的数字显示，1929年美国的实际关税税率为13.5%，1933年为19.8%，同时在所有进口商品中有63%享有免税待遇。而使之相形见绌的是从1821年至1900年，美国的平均实际关税税率则为29.7%，在1930年时甚至达到了57.3%，同时免税商品只占所有进口商品的8%。另外，1929年的进口商品总额只占美国国民生产总值的4.2%，而出口商品总额只占5.0%。相比于美联储的货币政策，斯姆特-霍利法对美国整体经济的影响是较小的。当1937－1938年经济开始复苏之际，美国的实际关税税率也降至了15.6%，说明经济下行与关税水平并没有统计学上的关联。参议员罗伯特·R·欧文曾在国会HR 7230次听证会上作证时表示，该项法案实际上使联邦储备银行成为了国家的财产，“1937年，联邦储备金检查小组呼吁各家银行将资金储备额提高一倍，结果导致20亿美元的信用萎缩。”
2002年，雅克布·B·马德森使用固定样本数据对十七个国家的进出口情况进行评估，得出了1929－1932年间关税税率的提高和非关税壁垒的设置对世界贸易产生的影响。他估计世界贸易规模实际上萎缩了33%，其中14%是由各国国民生产总值的下降造成的，8%是由于关税税率的增加，5%是由于通货紧缩导致的实际关税税率的提高，6%是由于非关税壁垒的设置。斯姆特-霍利法“对3200多种进口到美国的产品和原材料课收了高达60%的实际关税税率”，这是之前税率的四倍。
虽然该法案是在1929年股市大崩盘之后通过的，但是部分经济历史学家认为围绕该法案的政治纷争是引起这次崩盘的原因之一，并进一步导致1929年的衰退，最终成为加重大萧条时期不景气程度的因素。斯姆特-霍利法通过之时的1930年，美国的失业率为7.8%，而到1931年，骤升至16.3%，并一路走高，1932年达到24.9%，1933年达到25.1%。

## 法案的寿终正寝
斯姆特-霍利法案及各国对该法案进行反制的后果是，在世界上出现了建立多国贸易协定体系，以防止相同情况出现。1944年，布雷顿森林协定签订；1945年12月，一轮遍及全球的大规模削减关税行动实施；五十年代，關稅暨貿易總協定组织建立。
然而美国关税联盟1951年的一项调查表明，通过比较43个国家的实际关税水平，只有7个国家的关税水平低于美国的5.1%；而共有11国的实际关税水平高于斯姆特-霍利法案实施后美国关税的最高值-19.8%，其中英国高达25.6%。这43国的平均关税水平为14.4%，比美国1929年时高出0.9%。
在关税之外，许多国家还设置了非关税壁垒，以保护国内工业──在二战之后，许多国家对于自由贸易之下重要物资供应依靠进口，对国家安全造成威胁，仍心有余悸。二战前，英国、法国使用的钟表均进口自瑞士和德国。它们发现钟表工业的缺失，对战争时期国防设备制造，造成大困难。二战后，两国均决心重建国内钟表工业，并禁止外国钟表进口。
非关税壁垒在二战后的重建过程中日显重要。以日本为例，该国1951年实际关税税率仅1.6%，这令它必须设置非关税壁垒，以保护国内工业。1952年6月，日本公布“关于外国投资进入日本轿车市场的基本政策”，即规定针对进口轿车的限额、关税和商业税税率，这导致二战后近二十年，美国汽车无法染指日本汽车市场。日本同时还使用许可证制度，迫使外国制造商用外国技术，换取有限度准入市场，例如美国电视工业。而日本国内市场得到保护后，日本制造商就能在国内获得巨额利润，以对冲国际市场的风险。